# Rita Pulido
Rita Pulido Castro (Las Palmas de Gran Canaria, España; 25 de abril de 1945) es una nadadora profesional retirada, campeona y plusmarquista de España en estilo libre. Fue, junto a Isabel Castañé, la primera nadadora olímpica española, en Roma 1960. Es madre de la también nadadora olímpica Natalia Pulido.

## Trayectoria
A los 11 años empezó a nadar con su hermano en la playa y a los 13 ingresó en el Club Natación Metropole, a las órdenes de Quique Martínez Marrero. Durante los siete años que duró su carrera deportiva se convirtió en la gran dominadora de las pruebas de estilo libre femenino en España, con 16 títulos y 78 récord nacionales.
Pulido fue internacional en 48 ocasiones. Aunque no obtuvo las mínimas para Juegos Olímpicos de Roma 1960, Quique Martínez, que también fue seleccionador español, la incluyó finalmente en el equipo, junto a Isabel Castañé, convirtiéndose ambas en las dos primeras nadadoras olímpicas españolas de la historia. Pulido, que contaba con 15 años en el momento de los Juegos, disputó la prueba de 100 metros libre, finalizando séptima de su serie, con un tiempo de 1.10.0. A pesar de su eliminación, batió el récord de España de la distancia. Repitió experiencia olímpica en Tokio 1964. Participó también en el Campeonato Europeo de Natación de 1962.
En febrero de 1966, con 20 años, puso fin a su carrera deportiva, tras casarse con Juan Manuel Pulido, también nadador del CN Metropole. El matrimonio tuvo cinco hijos, entre ellos la también nadadora olímpica Natalia Pulido.

## Premios y reconocimientos
- Placa de honor de la Real Federación Española de Natación (1962)[6]
- Medalla de Plata de la Real Orden del Mérito Deportivo (2007)[7]